# Richard Soumah
Richard Soumah (6 oktober 1986) is een Frans-Guinees voetballer die uitkomt voor RAEC Mons.

## Carrière
Soumah, die werd geboren in Créteil in Frankrijk speelde tot zijn veertiende voor US Créteil. In 2000 verhuisde hij naar Stade Rennes waar hij echter nooit het eerste elftal haalde. Op zijn achttiende kwam hij bij EA Guingamp terecht. Hij speelde 105 wedstrijden voor Guingamp en scoorde 12 keer. Tussen 2010 en 2013 speelde hij voor Stade Brestois. Hij speelde 30 wedstrijden, maar kwam niet tot scoren. In 2012 werd Soumah uitgeleend aan Angers SCO, waarvoor hij 16 wedstrijden speelde en ook niet scoorde. In 2013 tekende Soumah een contract bij de Belgische eersteklasser RAEC Mons.
Soumah speelde al twee wedstrijden voor het nationale elftal van Guinee.